# Claytonia saxosa
Claytonia saxosa är en källörtsväxtart som beskrevs av T. S. Brandeg. Claytonia saxosa ingår i släktet vårskönor, och familjen källörtsväxter. Inga underarter finns listade i Catalogue of Life.